# Alpen-Wegschnecke
Die Alpen-Wegschnecke (Arion obesoductus = Arion alpinus auct. non Pollonera) ist eine Nacktschnecke aus der Familie der Wegschnecken (Arionidae), die zur Unterordnung der Landlungenschnecken (Stylommatophora) gestellt wird. Sie ist eine recht seltene Art, die in den Alpen und den angrenzenden Mittelgebirgen vorkommt.

## Merkmale
Die Alpen-Wegschnecke ist ausgestreckt etwa 2 bis 3 cm lang. Das Tier ist gelbbraun bis olivbraun. An den Seiten ziehen sich zwei braune Streifen bis zum Mantelschild. Der Mantelschild ist relativ kurz (ca. 1/4 der Körperlänge). Auf dem Mantelschild verlaufen zwei weitere braune Streife, der rechte Streifen verläuft im Bogen oberhalb des Atemlochs. Die Sohle ist intensiv gelb.

## Lebensweise und Vorkommen
Die Tiere kommen in naturnahen Wäldern in den Alpen und den angrenzenden Mittelgebirgen in Laub und in Moosen zwischen den Bäumen vor. Sie fressen Pilze und Falllaub. 

## Systematik
Die Alpen-Wegschnecke (Arion obesoductus) wird der Untergattung Arion (Kobeltia) zugeordnet. Allerdings ist die Untergattungsgliederung der Gattung Arion nicht unumstritten. Nach Manganelli et al. (2010) ist Arion alpinus ein jüngeres Synonym von Arion intermedius. Für das Taxon Arion alpinus auct. non Pollonera kann der Name Arion obesoductus Reischütz, 1973 verwendet werden. 